# Matol
Matol est un village de la région du Centre du Cameroun, situé dans la commune de Dibang. 

## Population et développement
En 1962, la population de Matol était de 292 habitants. La population de Matol était de 174 habitants dont 86 hommes et 88 femmes, lors du recensement de 2005.     